# Katharine von Masowien
Katharine (polnisch Katarzyna; * zwischen 1413 und 1416; † um 1480) war eine polnische Prinzessin und litauische Fürstin. Sie entstammte dem Adelsgeschlecht der masowischen Piasten und heiratete in die Gediminiden ein.

## Leben
Katharine war Tochter von Herzog Siemowit IV. von Masowien († 1426) und der litauischen Prinzessin Alexandra von Litauen. Nach dem Tod ihrer Neffen Siemowit VI. und Władysław II. übernahm sie Teile von Masowien. Doch bereits 1462 verzichtete sie auf die Herrschaft in Masowien zugunsten der Warschauer Linie der masowischen Piasten und ließ sich in Płońsk nieder. 1475 lebte sie am Hof von Janusz II. in Płock. 1479 war sie noch am Leben. Danach verliert sich ihre Spur. Möglicherweise wurde sie in der Karmeliterkirche in Płońsk bestattet.

## Ehe und Familie
Um 1439 heiratete sie den litauischen Fürsten Michael Žygimantaitis, den Sohn von Großfürst Sigismund Kęstutaitis. Die Ehe blieb kinderlos. Ihr Ehemann verstarb 1452. 